# Deresze

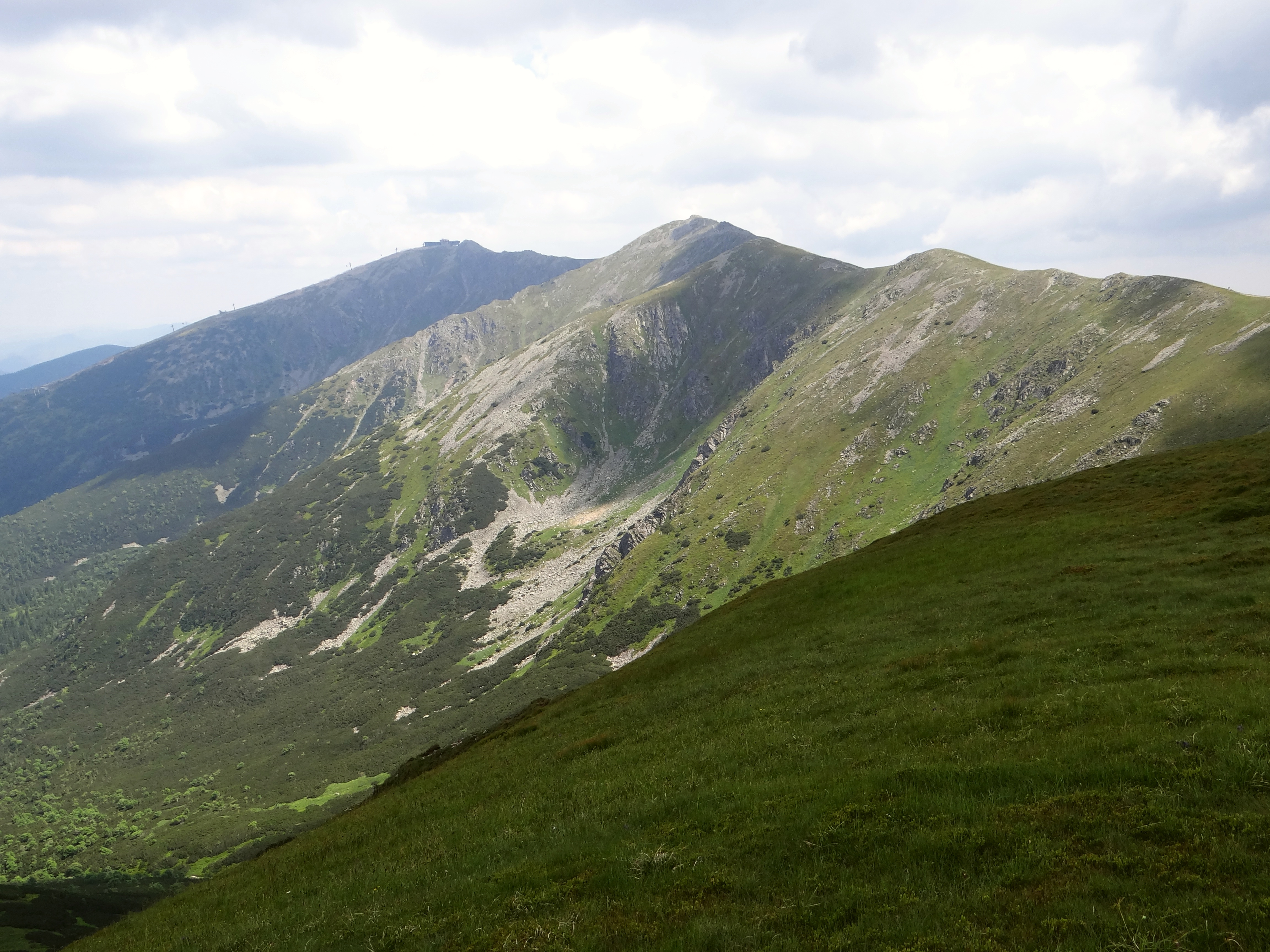
Widok od wschodu: Deresze (w centrum) i Chopok (na ostatnim planie)

Deresze (słow. Dereše, węg. Déres, 2004 m) – szczyt w Tatrach Niżnych na Słowacji.

## Położenie
Jest to szczyt leżący w głównym grzbiecie Niżnych Tatr, ok. 1,4 km na zachód od Chopoka i ok. 5,8 km na wschód od Chabeńca. Stanowi zwornik dla odgałęziającego się ku południu masywnego grzbietu bocznego ze szczytami Pálenica (1654 m) i Baba (1617 m). Wznosi się nad trzema dolinami; od południa nad doliną Zadniej Wody (Zadná voda będąca odgałęzieniem Doliny Demianowskiej), od północy nad Doliną Bystrej (Bystrá dolina) i Vajskovską doliną.

## Geologia i morfologia
Masyw Dereszy zbudowany jest z granitów, tworzących krystaliczne jądro Niżnych Tatr. W kierunku wschodnim odcinek głównego grzbietu niżnotatrzańskiego wznosi się nieznacznie ku Chopokowi. W kierunku zachodnim odcinek głównego grzbietu niżnotatrzańskiego opada łagodnie na dłuższym odcinku ku przełęczy pod Poľaną (1837 m). Stoki południowe są dość strome, lecz słabo rozczłonkowane i opadają równomiernie ku przełęczy Przysłop (1518 m), za którą ciągnie się wspomniany grzbiet z Pálenicą i Babą. Stoki północne są bardzo strome, opadają pionowymi ścianami i głębokimi żlebami ku klasycznie uformowanym kotłom polodowcowym w zamknięciu doliny Zadniej Wody.

## Turystyka i narciarstwo
Przez szczyt Dereszów, głównym grzbietem Niżnych Tatr, biegną czerwone znaki dalekobieżnego szlaku turystycznego zwanego Cesta hrdinov SNP (międzynarodowy szlak E8). Od południa na szczyt wyprowadzają znaki żółte wiodące z kompleksu wypoczynkowego Tále grzbietem przez Babę, Pálenicę i przełęcz Przysłop.
  odcinek: Chopok – Deresze – sedlo Poľany – Poľana – Kotliská – Chabenec. Czas przejścia: 2.25 h, ↓ 2.30 h
  Tále – Mesiačik – Baba – Pálenica – Sedlo Príslop – Deresze. Czas przejścia: 4.50 h, ↓ 3.25 h
Deresze cieszą się dużą popularnością wśród narciarzy pomimo dużego zagrożenia lawinami. Od południowego wschodu pod sam szczyt wyprowadza linia wyciągu narciarskiego. Na północny wschód od szczytu, w Dolinie Demianowskiej znajduje się największy słowacki ośrodek narciarski – Jasná.